# Noop scheduler
 (février 2023).
NOOP scheduler (ou ordonnanceur NOOP) est le plus simple des ordonnanceur d'E/S du noyau Linux. Il a été écrit par Jens Axboe [Quand ?].

## Vue d'ensemble
L'ordonnanceur NOOP fonctionne en plaçant toutes les requêtes d'E/S dans une simple file FIFO, et n'implémente que la fusion de requêtes. Il suppose que les performances d'E/S sont ou seront optimisées au niveau du périphérique de stockage ou du contrôleur de périphérique ou HBA.
L'ordonnanceur NOOP peut être utilisé au mieux sur les périphériques ne comportant aucune pénalité de recherche de données, comme la mémoire flash.

## Autres ordonnanceurs d'E/S
- CFQ
- Anticipatory scheduler
- Deadline scheduler